# سنام (السعودية)
سنام، هي قرية ومركز من فئة (أ) هي مدينة سعودية تتبع إدارياً لمحافظة القويعية تقع في الجهة الغربية من محافظة القويعية، التابعة لمنطقة الرياض في السعودية. تبعد عن القويعية بحوالي (70)كم.

## التأسيس
أسسها سلطان بن مشعان أبا العلا سنة 1332هـ وسكانها هم العصمة من برقا من قبيلة عتيبة. تعد سنام من هجر الإخوان بقيادة سلطان بن مشعان أبا العلا وماجد بن جزاء أبا العلا حيث كان يخرج منها حوالي 1000 مقاتل مع الإخوان. وهي إحدى هجر الأخوان من عتيبة، تأسست على يد الشيخ سلطان بن مشعان أبا العلا سنة 1332 هـ.

## أصل التسمية
سُميت بهذا الاسم نسبة إلى جبل قريب نظرًا لانه اشبه بسنام الجمل وذلك لوقوعه بين واديين الشمالي يسمى الدمثة والجنوبي يسمى وادي العرجان. وهذا الجبل يقع منفصلاً عن الجبال اللاتي يختقرها هذين الواديين ولذلك فإن الذي يأتي من وادي العرجان متجهًا من الشرق إلى الغرب يرى هذا الجبل عندما تنحسر عنه الجبال.

## عدد المجاهدين
كان يخرج منها ما يقارب 1000 مقاتل للجهاد وكان يسمى اللواء الأول من مجموعة الإخوان المجاهدين إذ يضم هذا اللواء إلى جانب قبيلة العصمة فئات من قحطان والسهول وذلك لان قبيلة العصمة لها دور فعال قبل توحيد الحجاز مع نجد لشهرتهم بالمناويخ الحربية ولتميزهم بالوفاء والصدق والتزامهم بمباديء الدين.

## المشاركة في توحيد المملكة
من المواقف الرئيسية في فتوحات عبد العزيز آل سعود كان لواء سنام بقيادة سلطان بن مشعان أبا العلا وماجد بن جزاء أباالعلا هو قلب معركة تربة عام 1337هـ حيث كان سلطان قائدًا لقوات الوسط وخط سيرها آكام (الثغر) فوادي ريحان فالحزم حيث ترابط السرية الثانية من سلاح مدفعية الشريف ومهمتها القضاء على تلك السرية والتقدم إلى مواقع الفوج الثامن داخل بلدة تربة. وبعد ذلك استمرت فتوحات امتدت إلى جدة والطائف ومكة.

## مابعد التوحيد
في 1351هـ كانت سنام بزعامة الشيخ عمر بن سلطان أبا العلا، لها شأن في تلك الناحية في ترسيخ الأمن في الصحاري والموارد المحيطة بسنام حتى تم فتح المدارس والمحاكم والقطاعات الأمنية. حتى عام 1383هـ عندما عُين الشيخ الهنيدي بن عمر أبا العلا رئيسًا لها بعد تعيين والده اميرًا للفوج السابع بالحرس الوطني.